# Villa Müller
Villa Müller (Müllerova vila in ceco o Haus Müller in tedesco) è un edificio progettato da Adolf Loos nel 1930. La villa è situata a Praga, Repubblica Ceca. La casa venne progettata per il signor František Müller e sua moglie, Milada Müllerová.

## Architettura
Noto simbolo degli esordi dell'architettura moderna, Villa Müller incarna l'ideale di economia e funzionalità di Loos. La particolare progettazione nello spazio, definita Raumplan, in questa villa raggiunge il suo apice portando a termine un lungo processo di sperimentazione (già presente nel progetto di Villa Steiner, 1910). Lo spazio viene caratterizzato, anche all'interno di una stessa stanza, dal mutare in altezza dei livelli di calpestio, indicando il cambiamento di una funzione o la simbolica importanza di una determinata area:
(Adolf Loos, Shorthand record of a conversation in Plzeň (1930))
Questa concezione del Raumplan viene meno all'esterno dell'edificio, un volume puro e bianco. In questo è possibile scorgere uno dei principali punti della teoria architettonica di Loos, esposta nel suo saggio del 1908, "Ornamento e delitto". Nel saggio, Adolf criticò aspramente le superfici decorate. Volle inoltre fare una distinzione fra l'esterno, alla portata dello sguardo pubblico, e l'interno, lo spazio privato ed intimo di pertinenza di chi ci abita. Gli interni infatti, al contrario della bianca e austera facciata esterna, sono caratterizzati da mobili confortevoli e superfici di rivestimento in marmo, legno e seta.